# Callum Doyle
Callum Doyle, né le 3 octobre 2003 à Manchester, est un footballeur anglais qui évolue au poste de défenseur central ou arrière gauche à Manchester City.

## Biographie

### Carrière en club
Passé par le centre de formation de Manchester City, dont il gravit tous les échelons, jusqu'au titre de Premier League 2, Callum Doyle commence sa carrière professionnelle en prêt à Sunderland lors de la saison 2021-22.
S'imposant comme titulaire indiscutable en League One sous la direction de Lee Johnson, il éprouve néanmoins plus de difficulté en fin de saison alors que ce dernier a été remplacé par Alex Neil : il joue tout de même un rôle significatif dans la promotion du club historique anglais en Championship.

### Carrière en sélection
Déjà international avec les moins de 18 ans, Callum Doyle est sélectionné en juin 2022 avec l'équipe d'Angleterre pour prendre part à l'Euro des moins de 19 ans de 2022.
Titulaire à gauche de la défense lors de la compétition qui a lieu en Slovaquie, il atteint avec les anglais la finale du championnat continental, après avoir battu l'Italie en demi-finale.

## Palmarès

### En club
- Leicester City
  - Champion de deuxième division en 2024

### International
| Angleterre -19 ans - Championnat d'Europe - Vainqueur en 2022 |